# مسجد جامع مخاچ‌قلعه

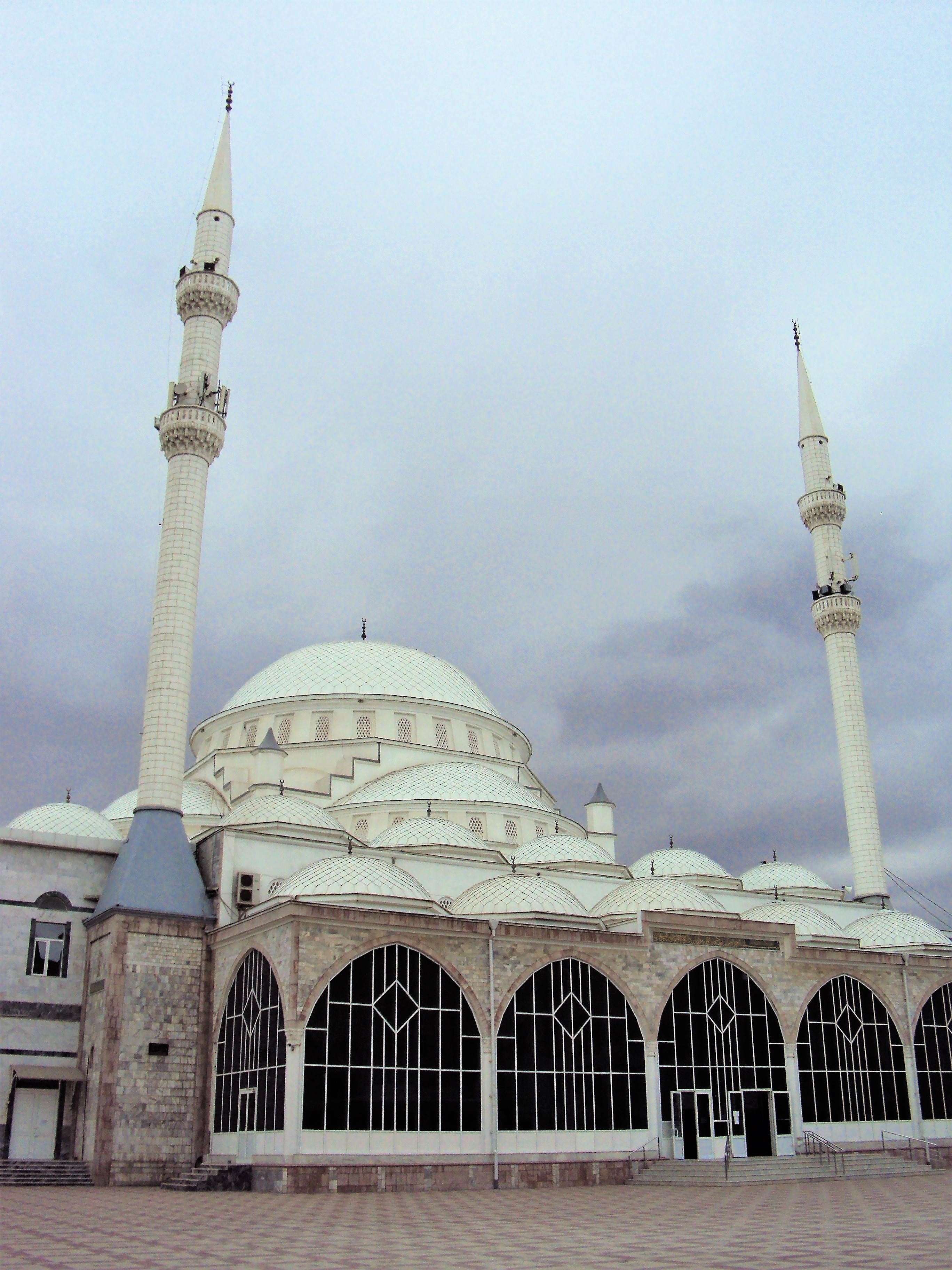

مسجد جامع مخاچ‌قلعه در شهر مخاچ‌قلعه پایتخت جمهوری داغستان قرار دارد. این مسجد با الهام‌گیری از مسجد ایاصوفیه استانبول و با هزینه ترکیه در سال ۱۹۹۴ احداث شد. این مسجد در مرکز شهر قرار دارد.

## نگارخانه

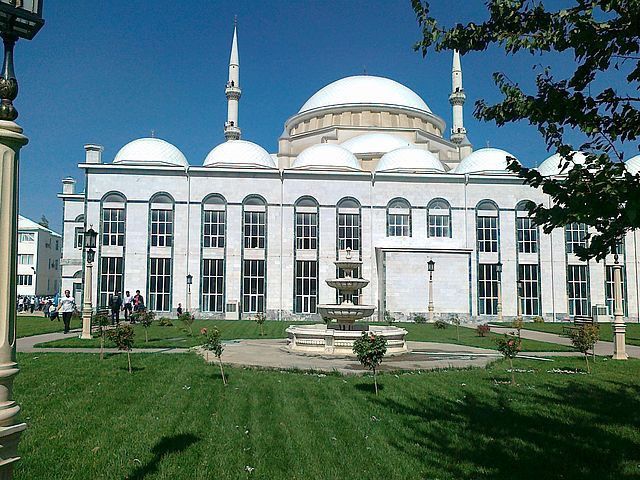
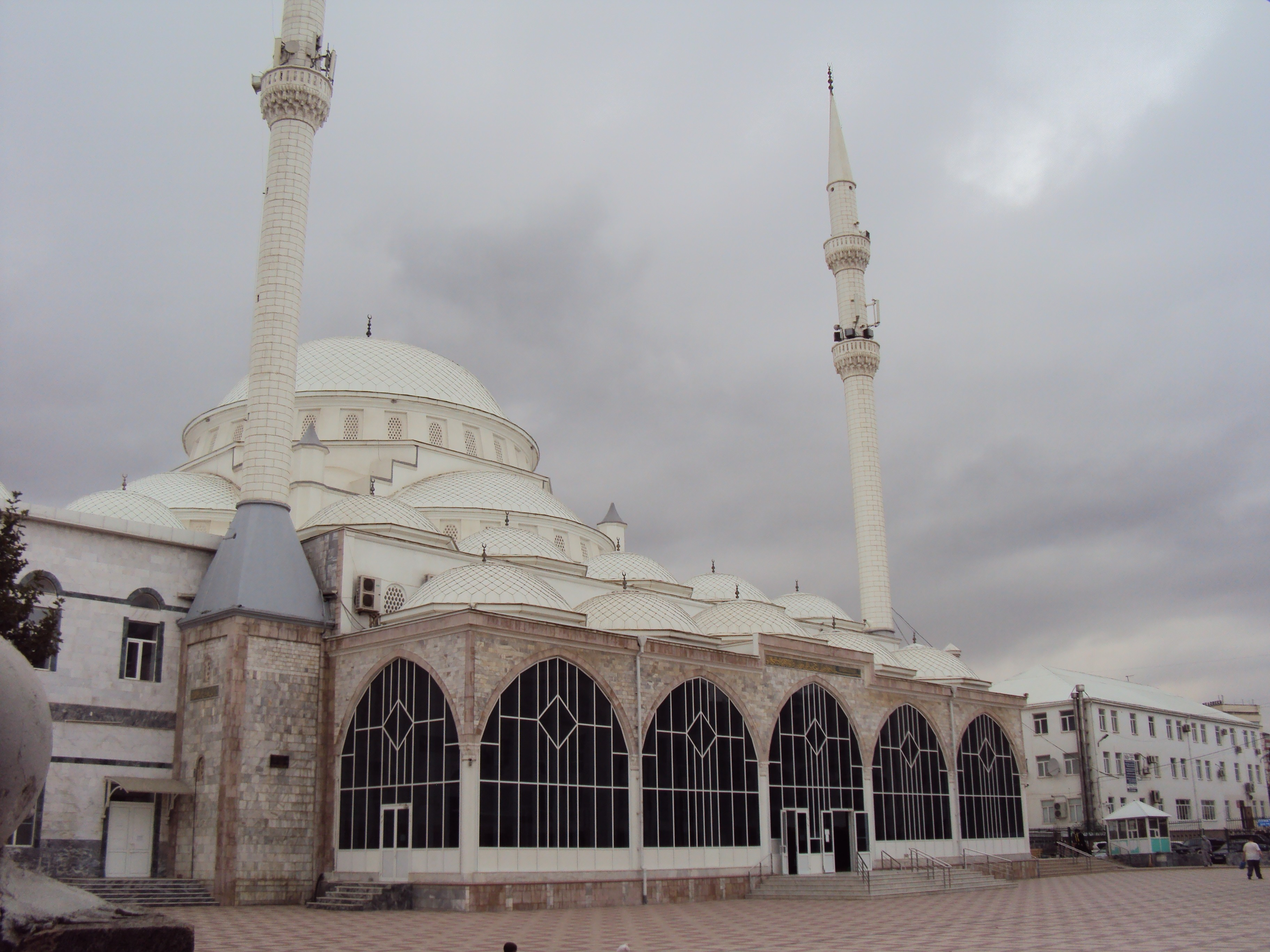
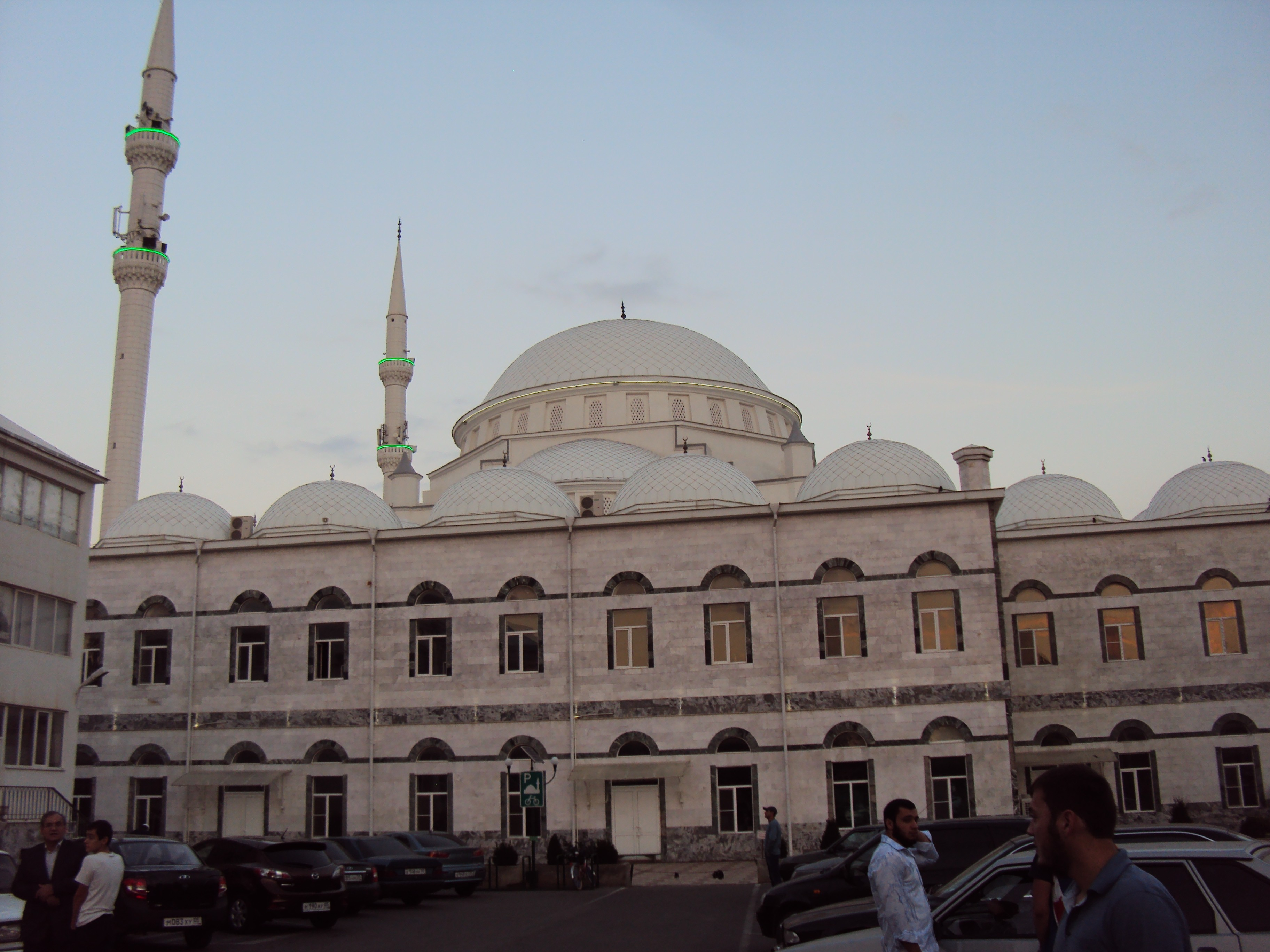
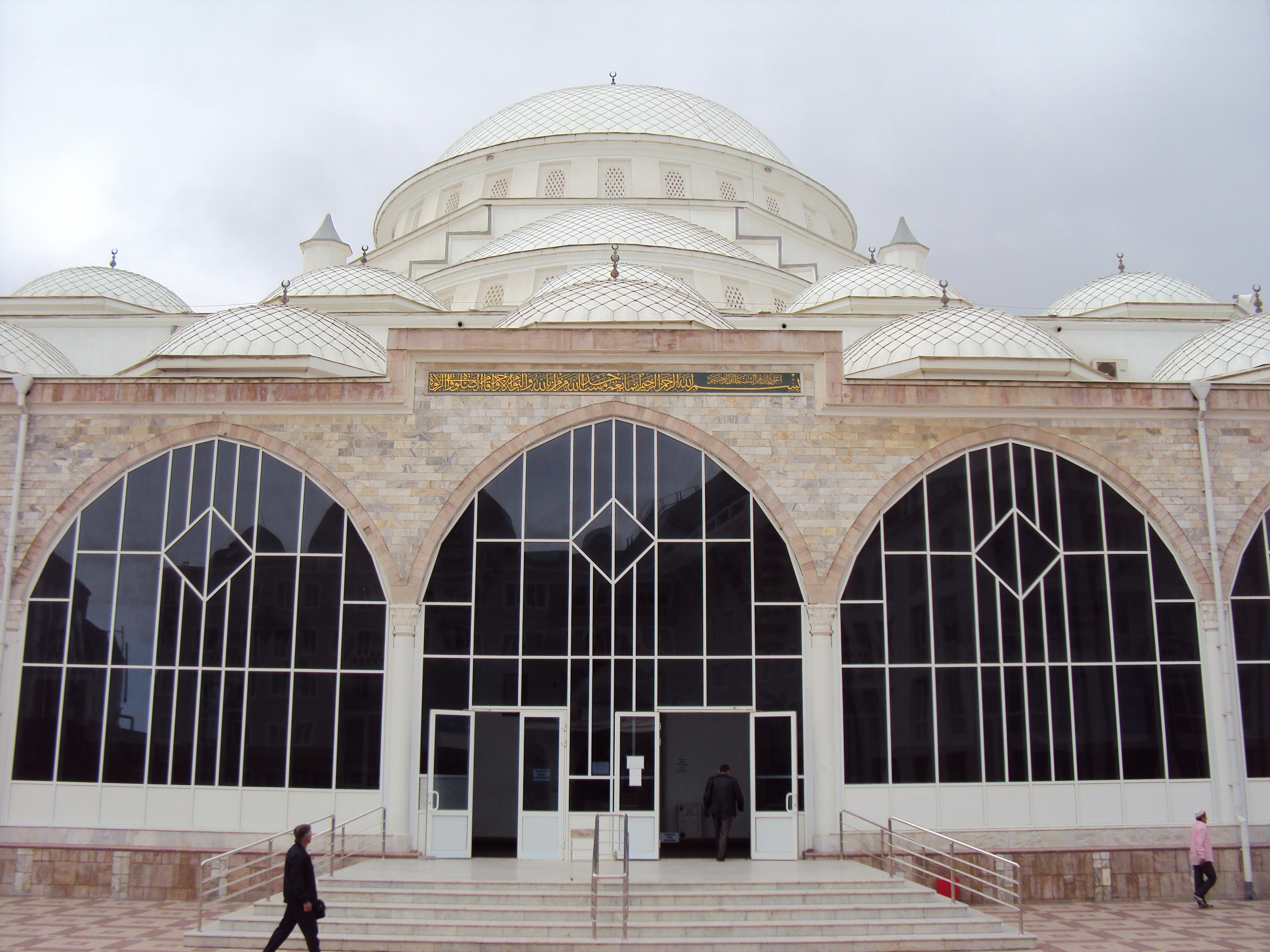
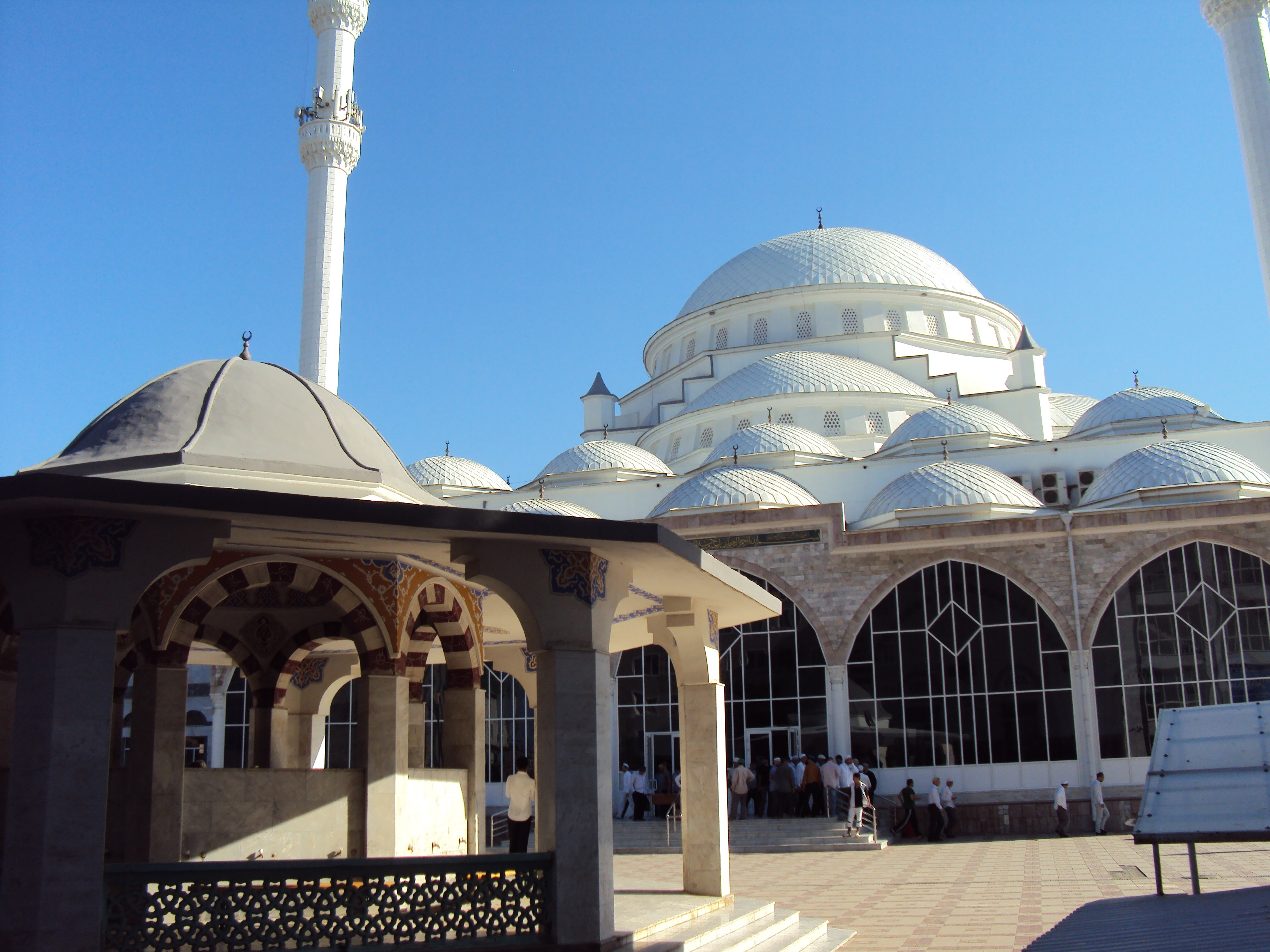
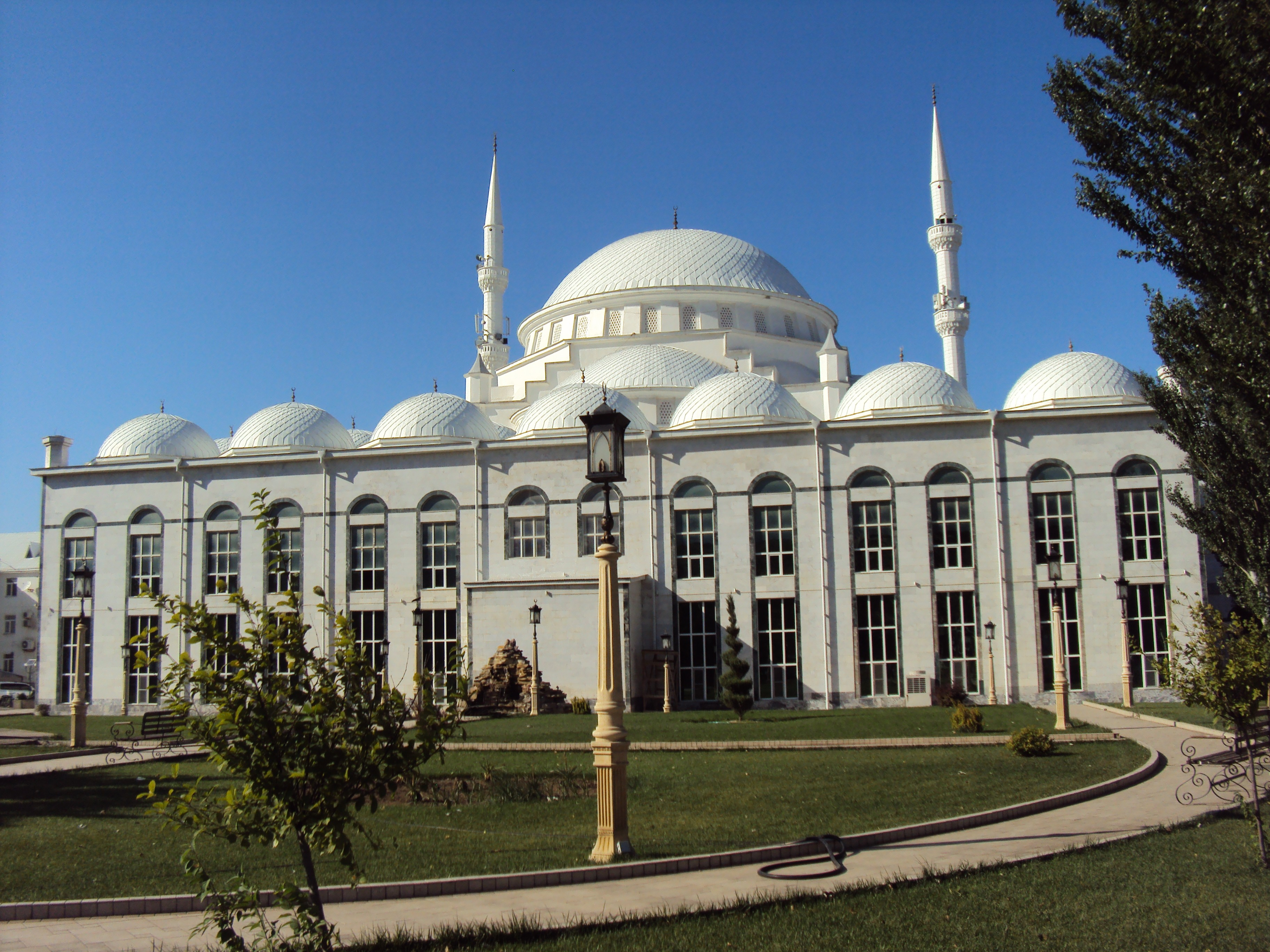
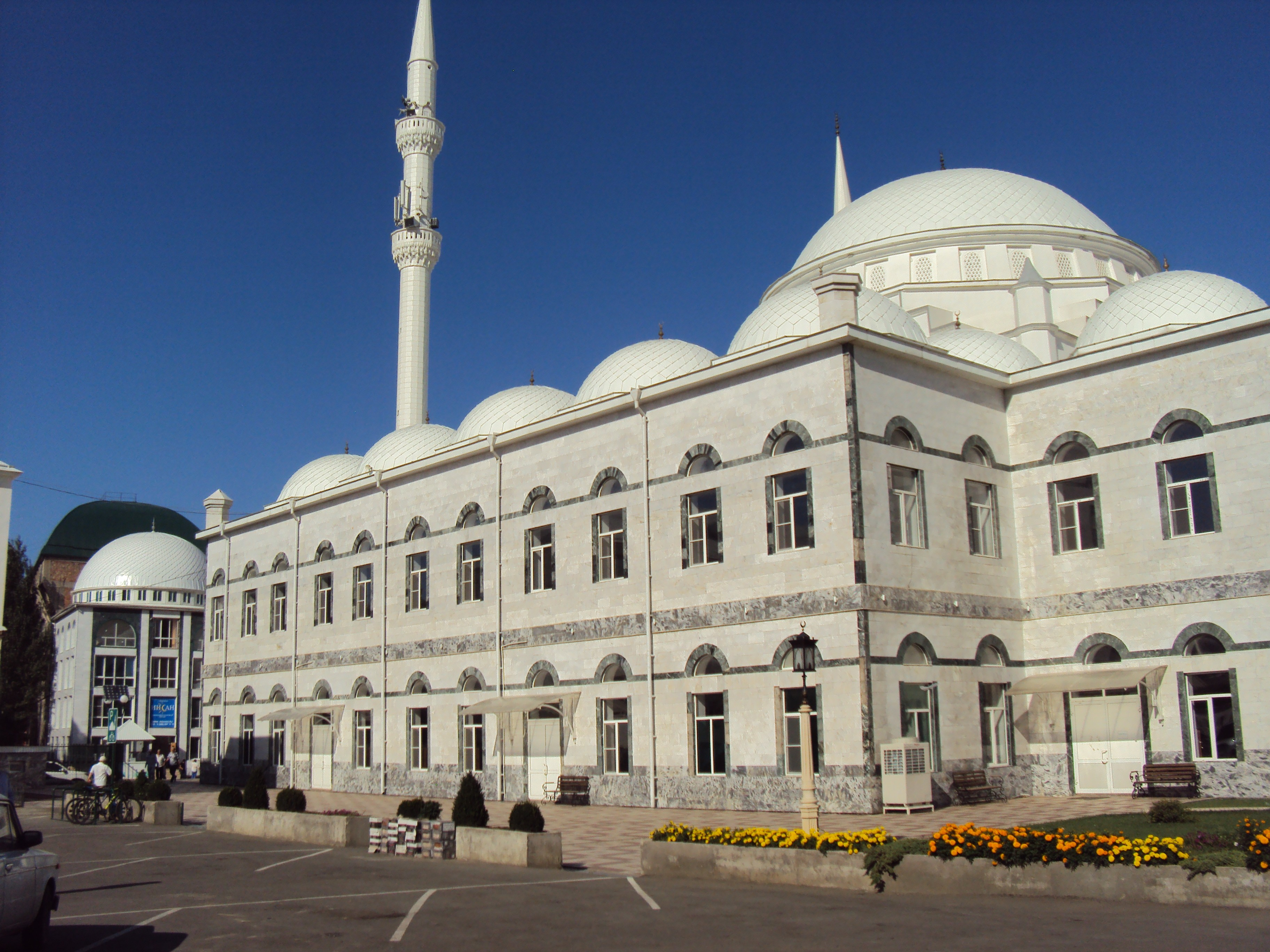
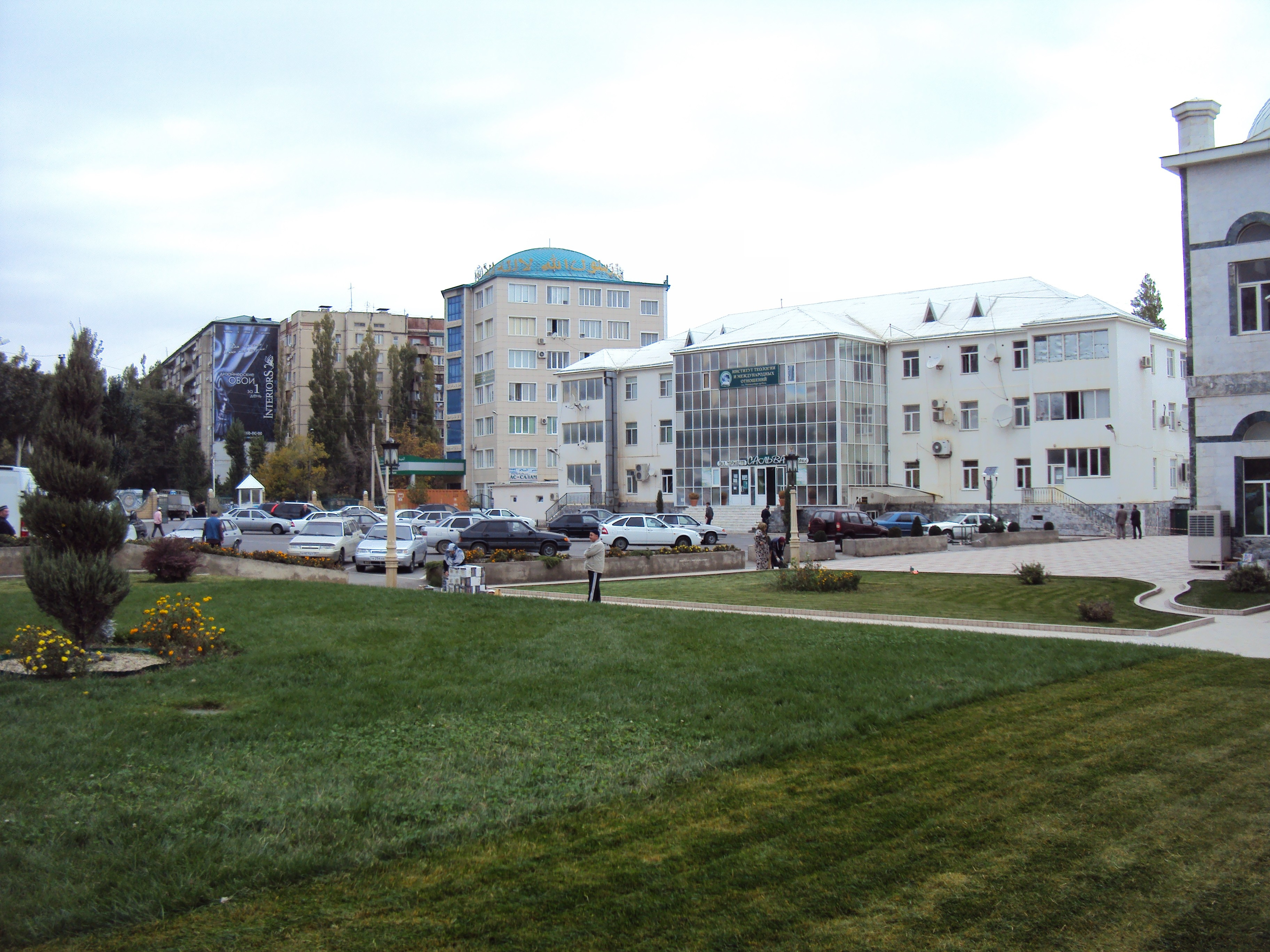
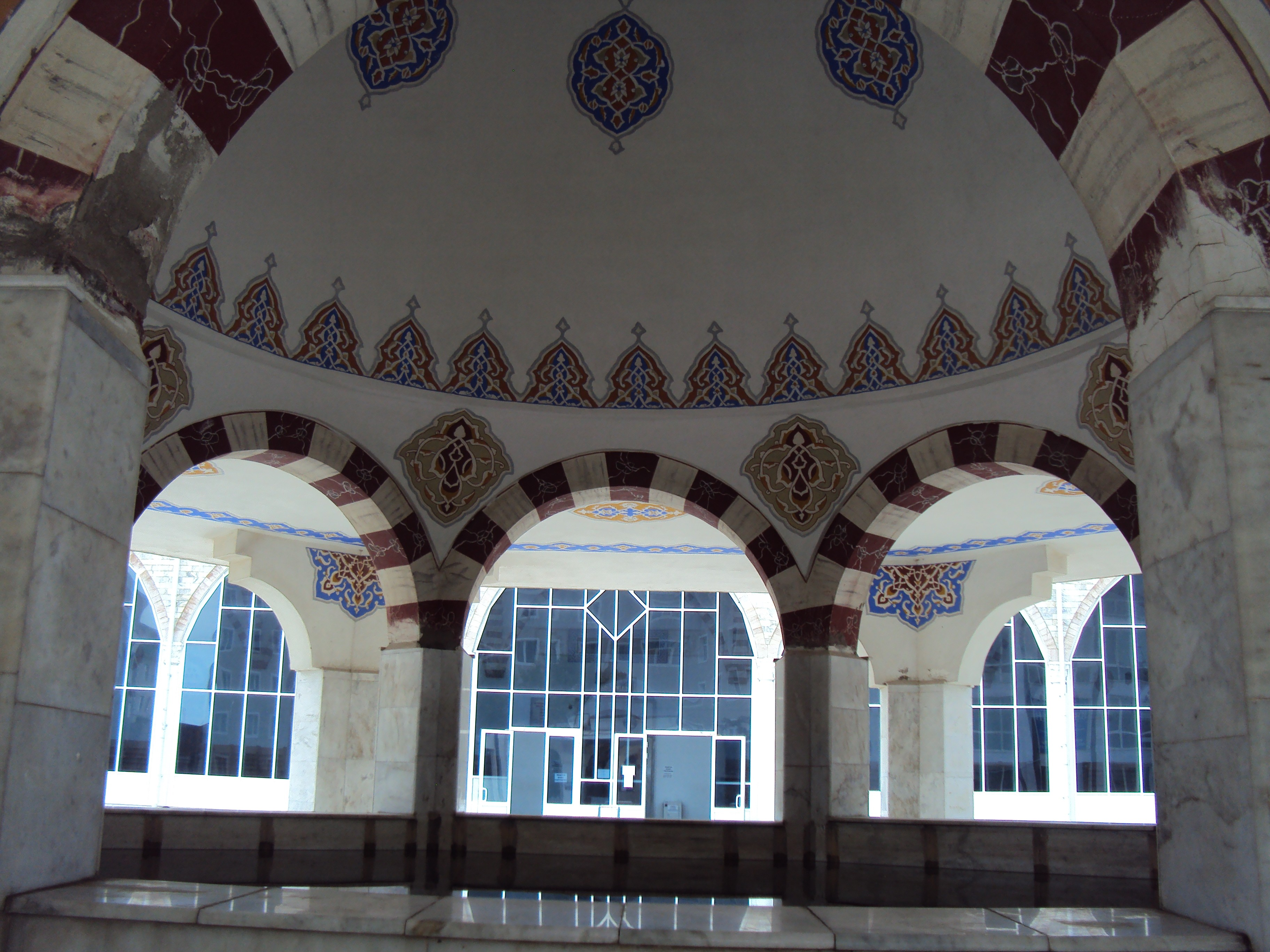
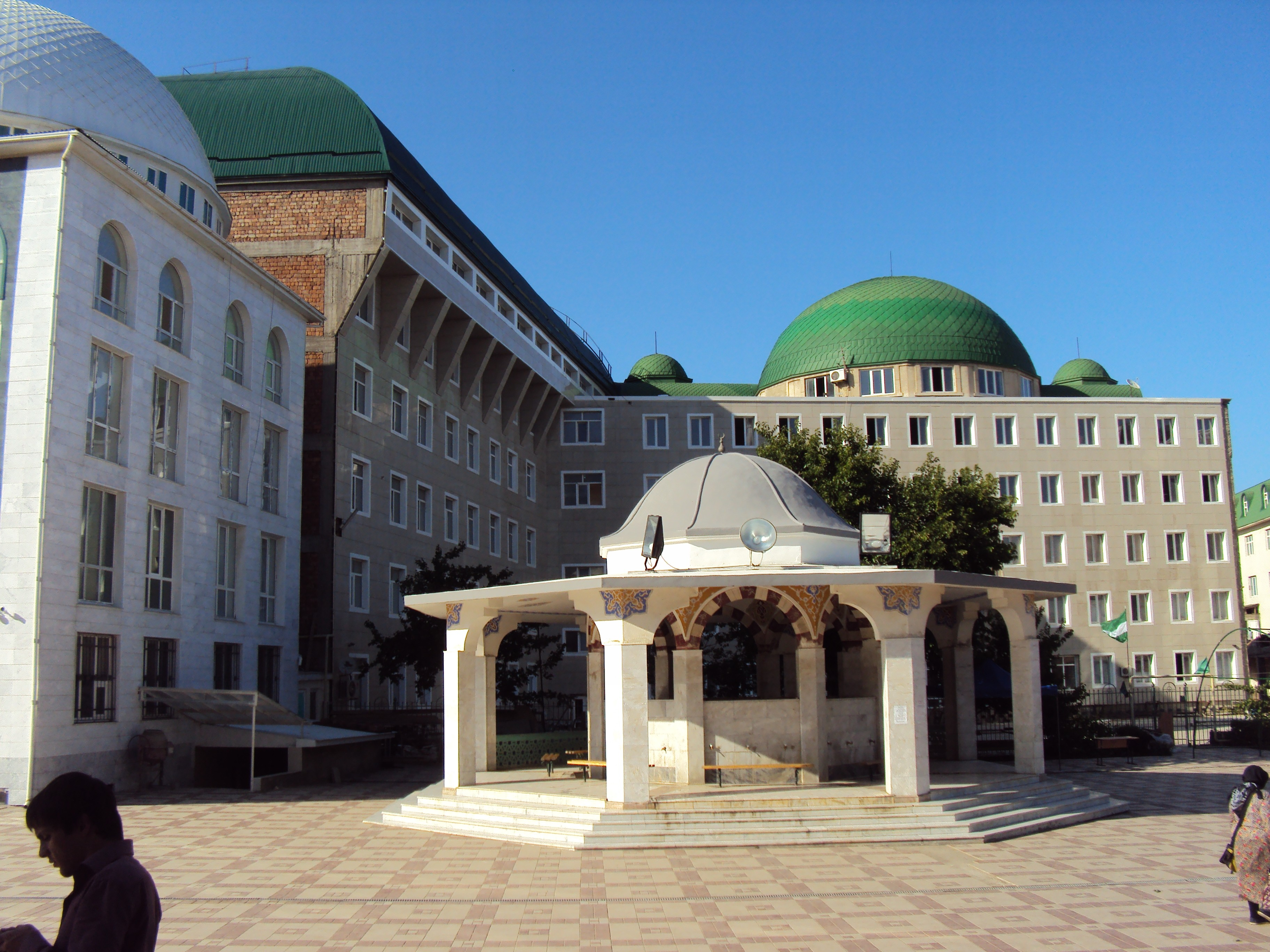
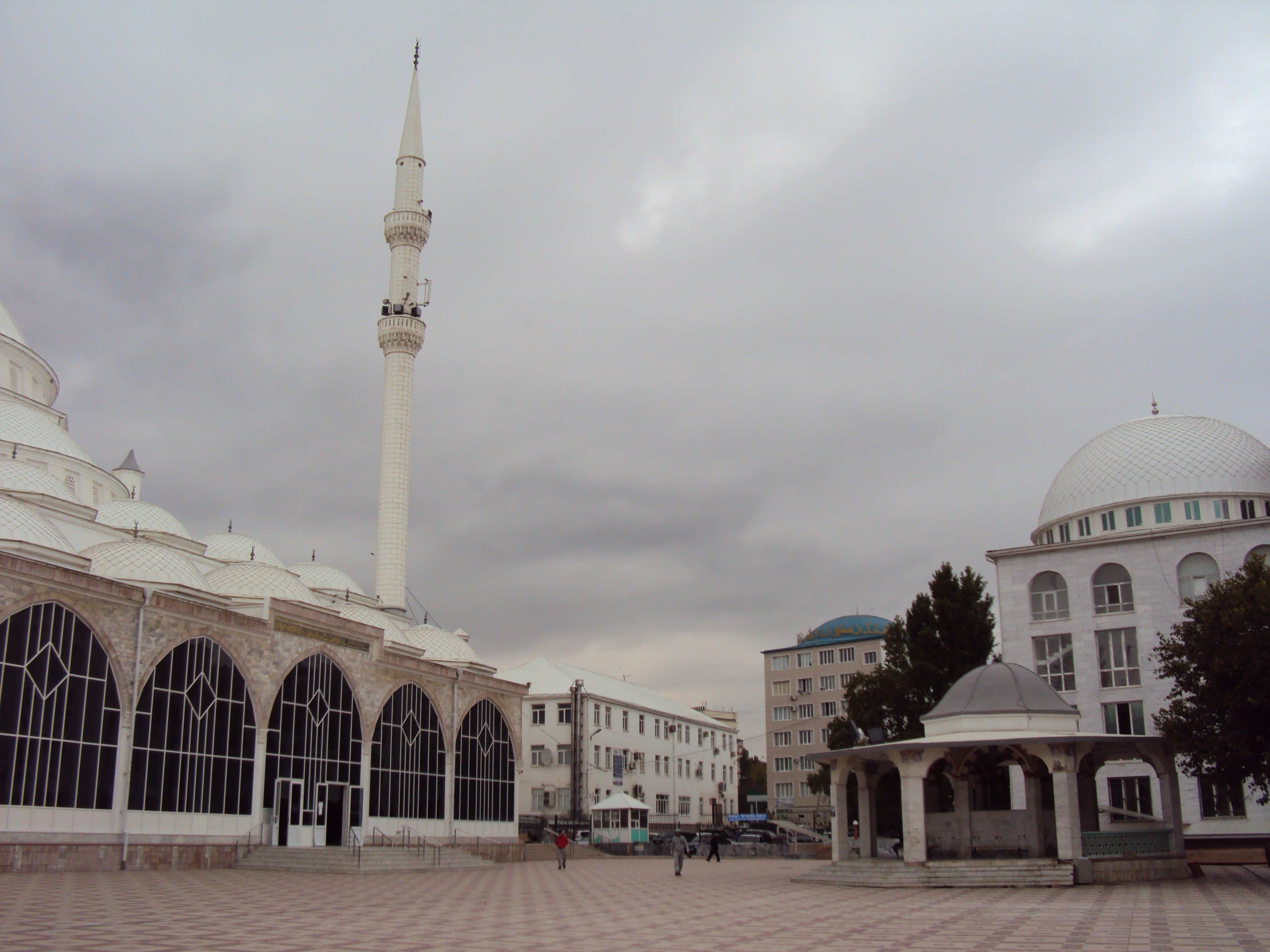
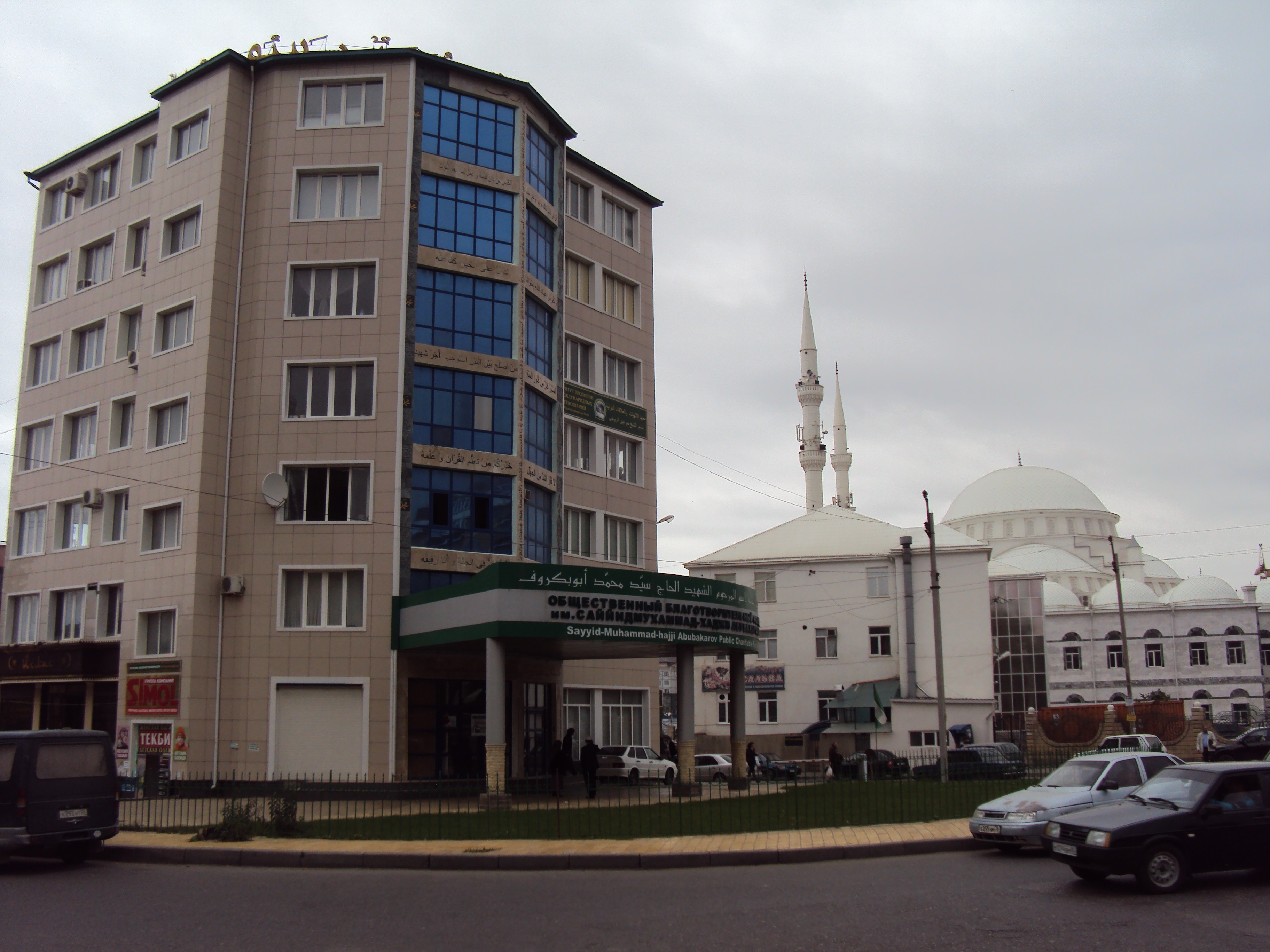
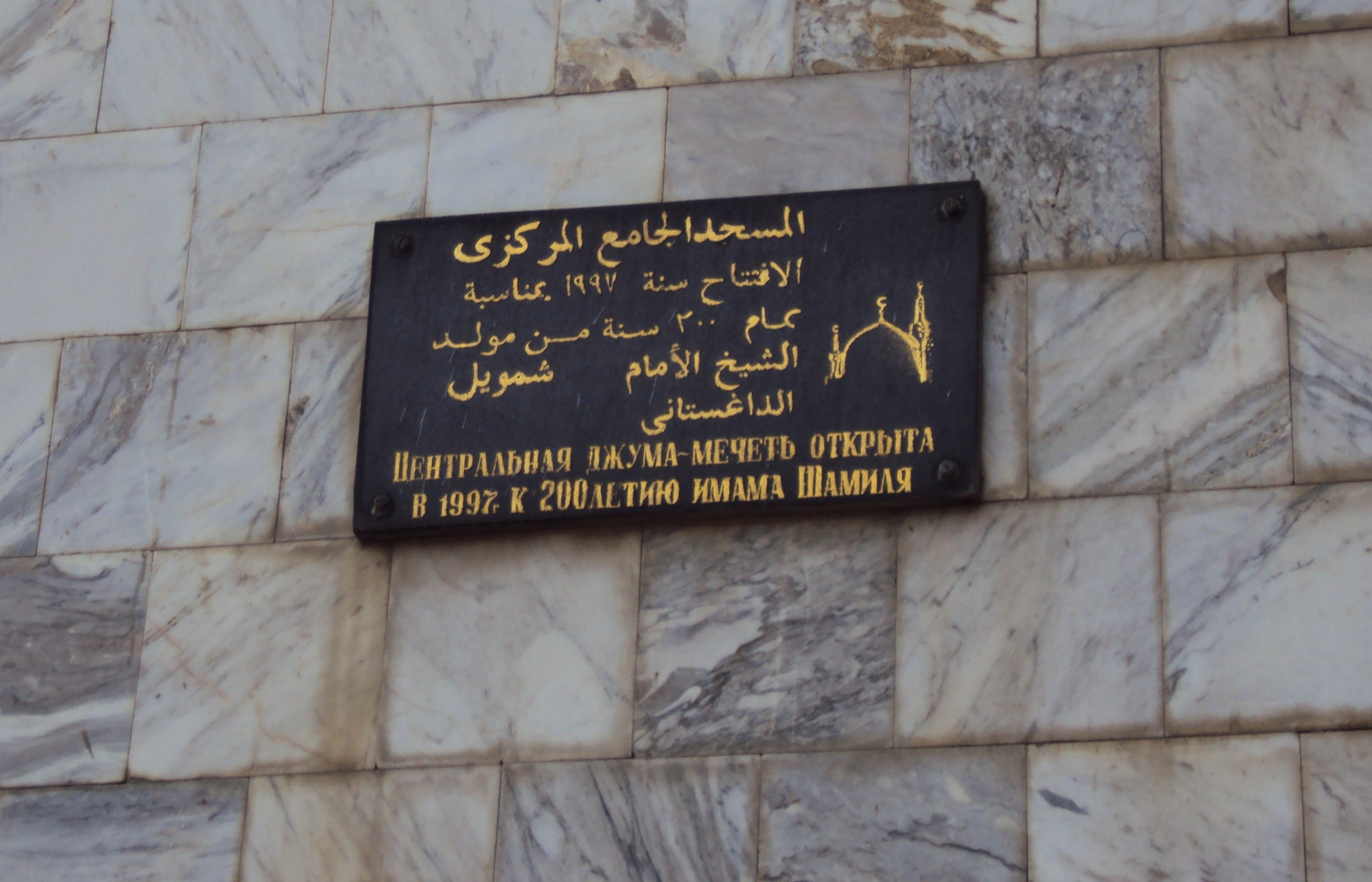
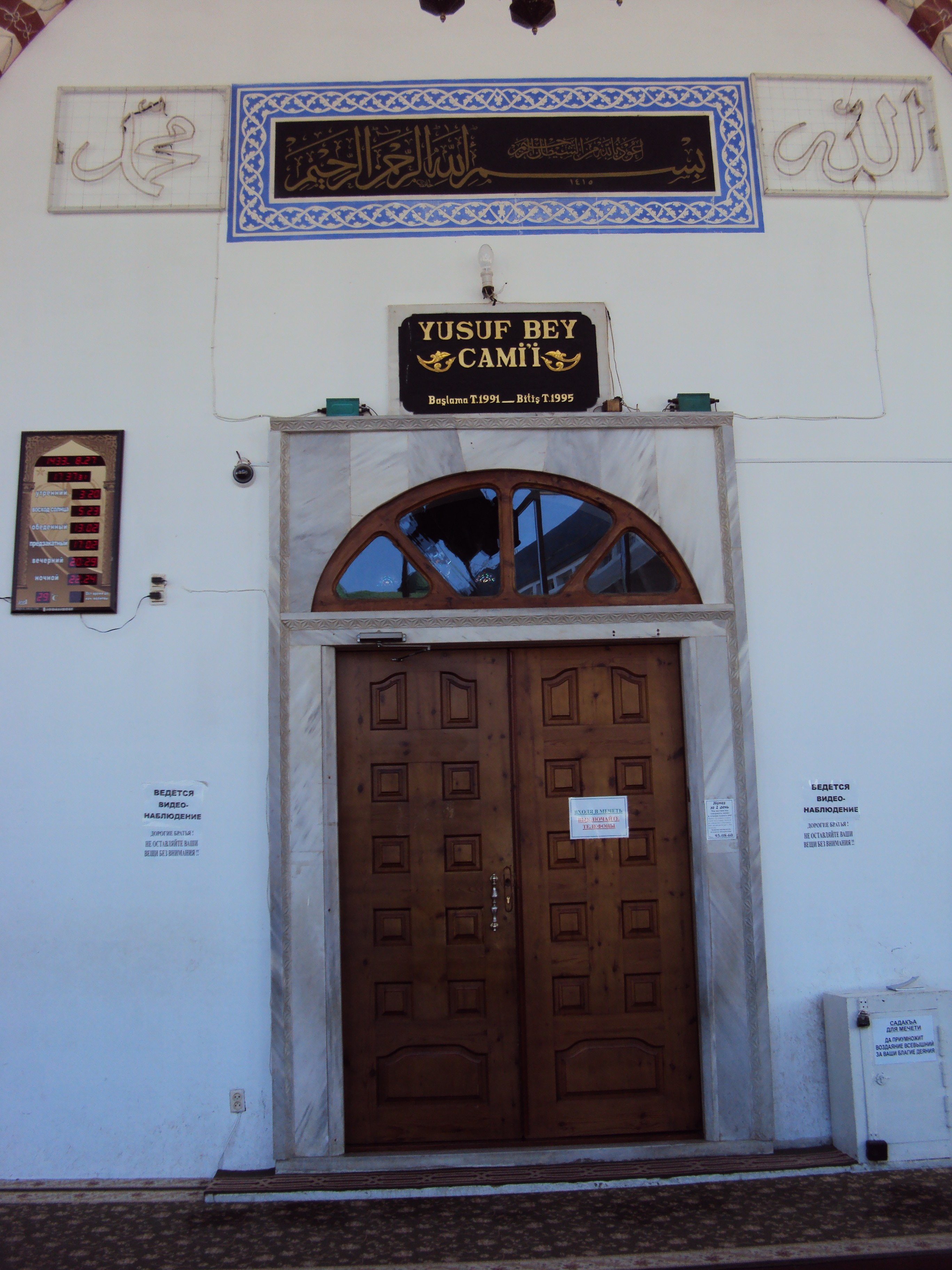
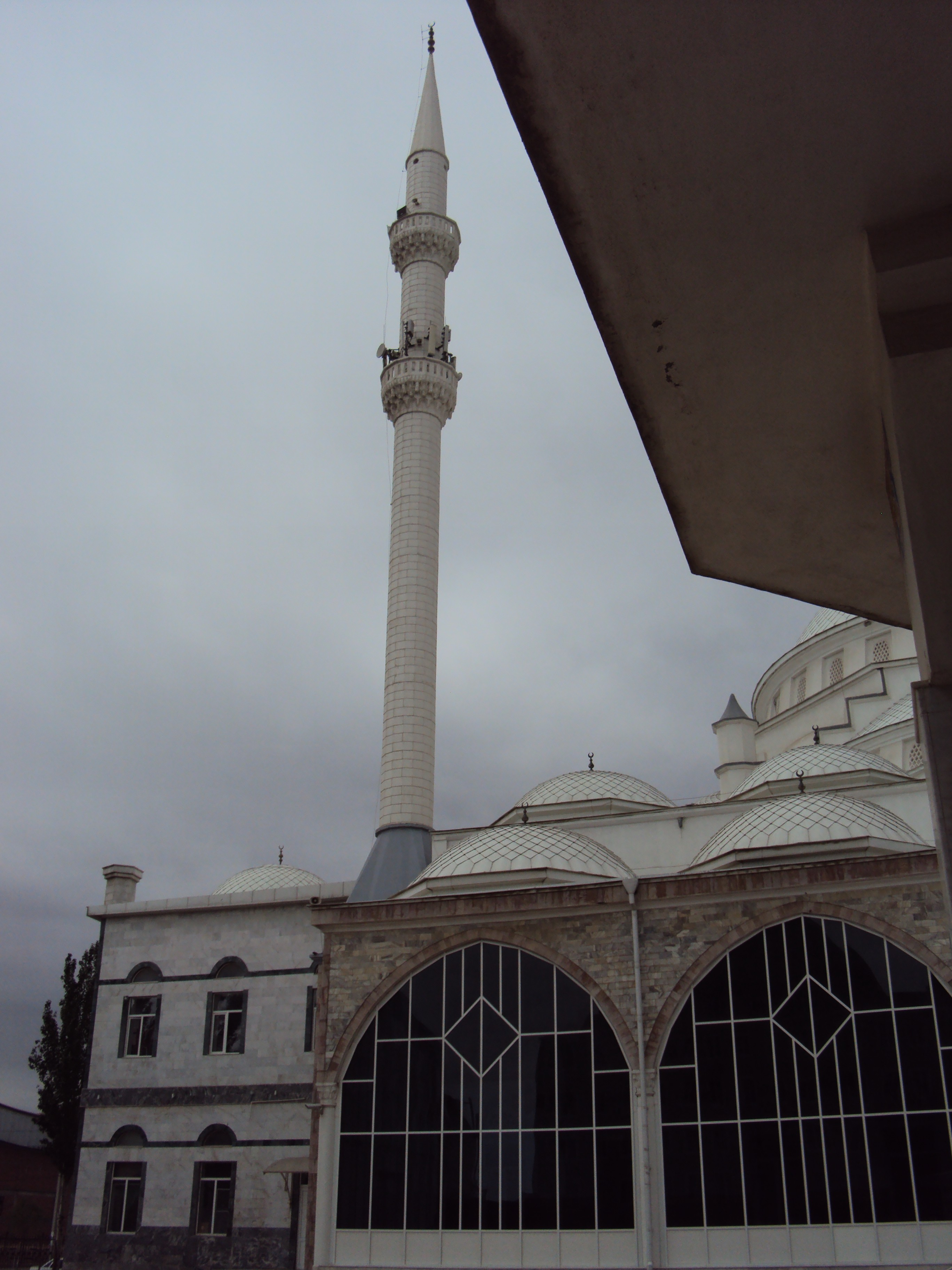
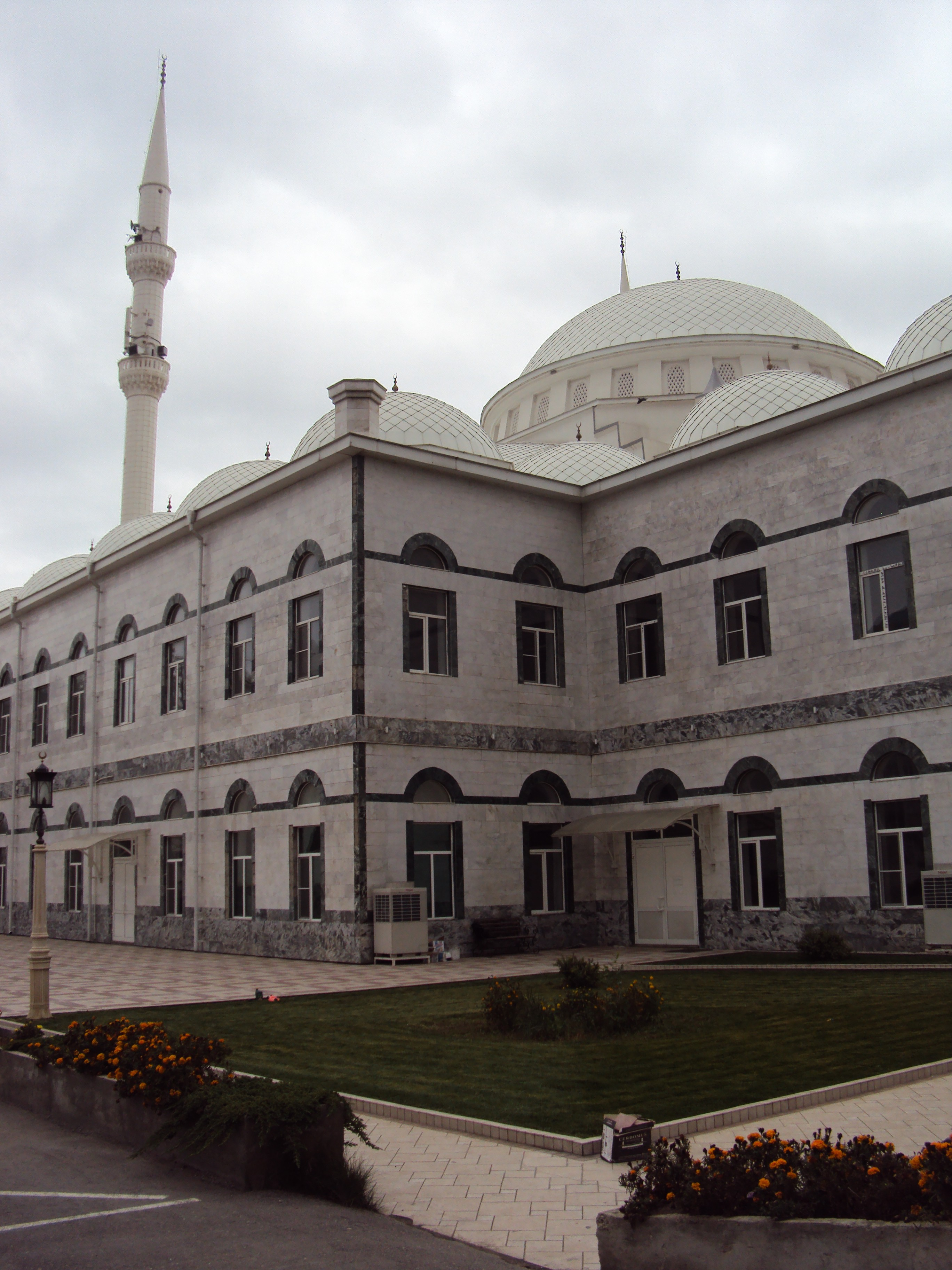
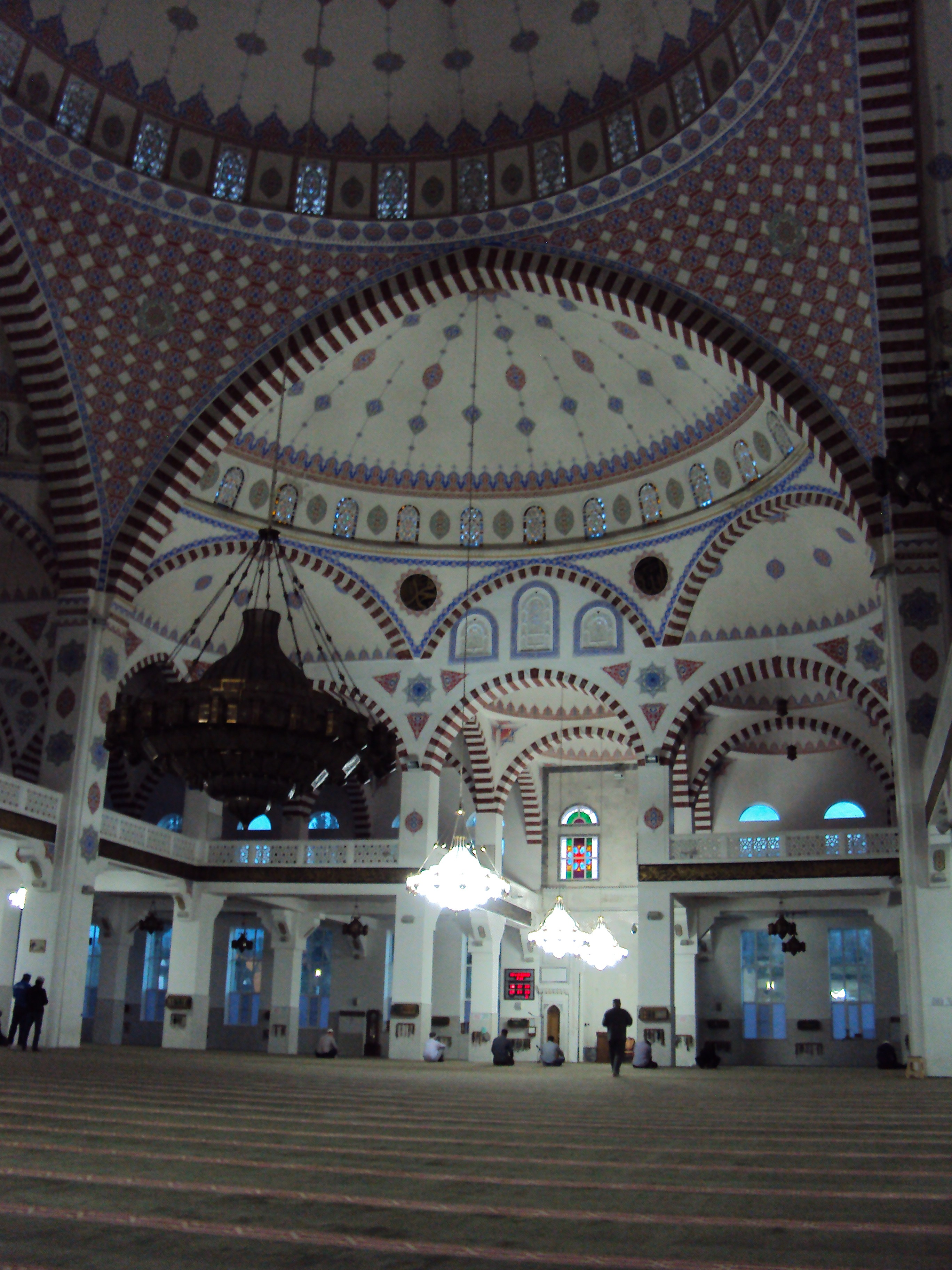
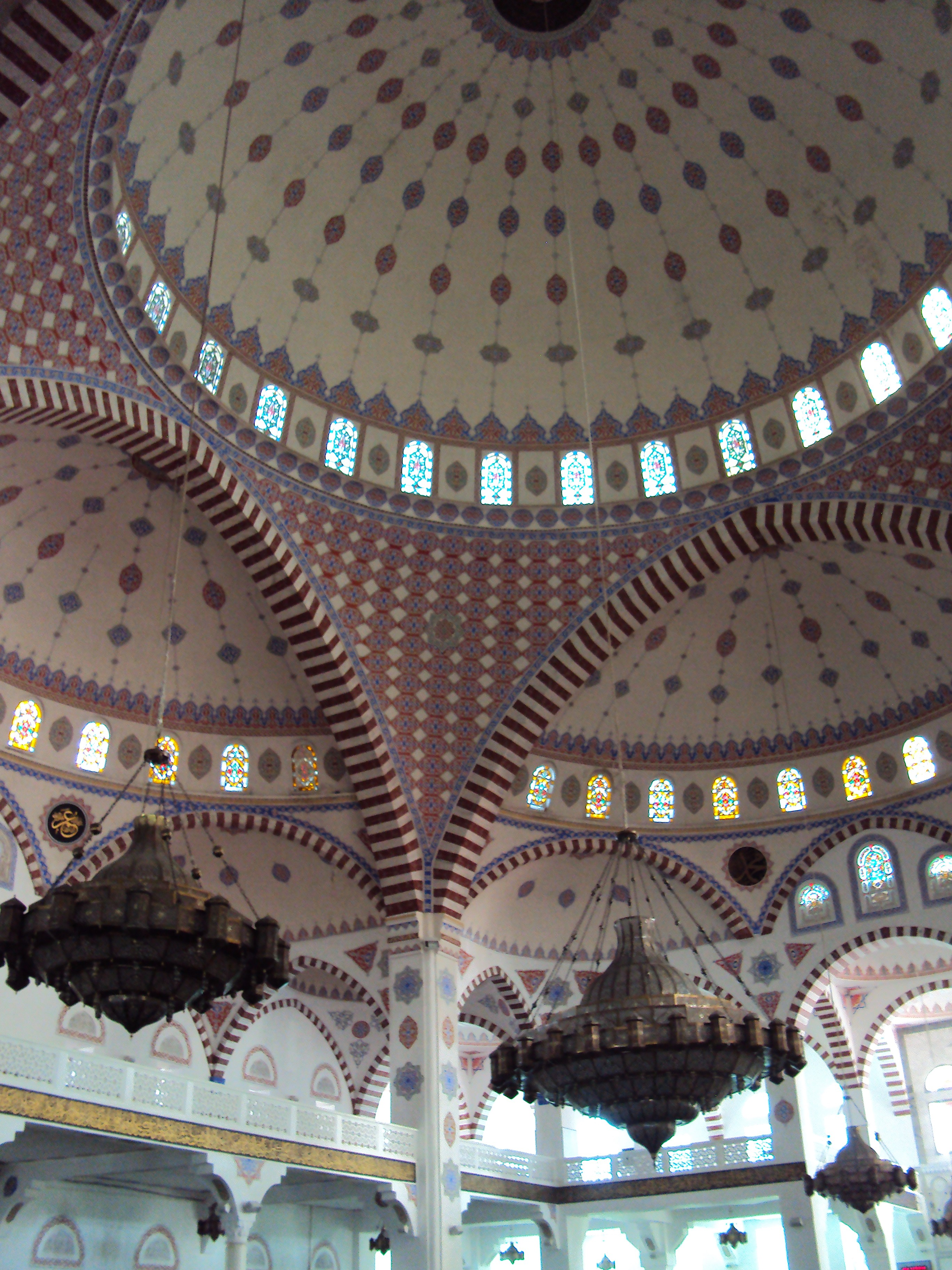
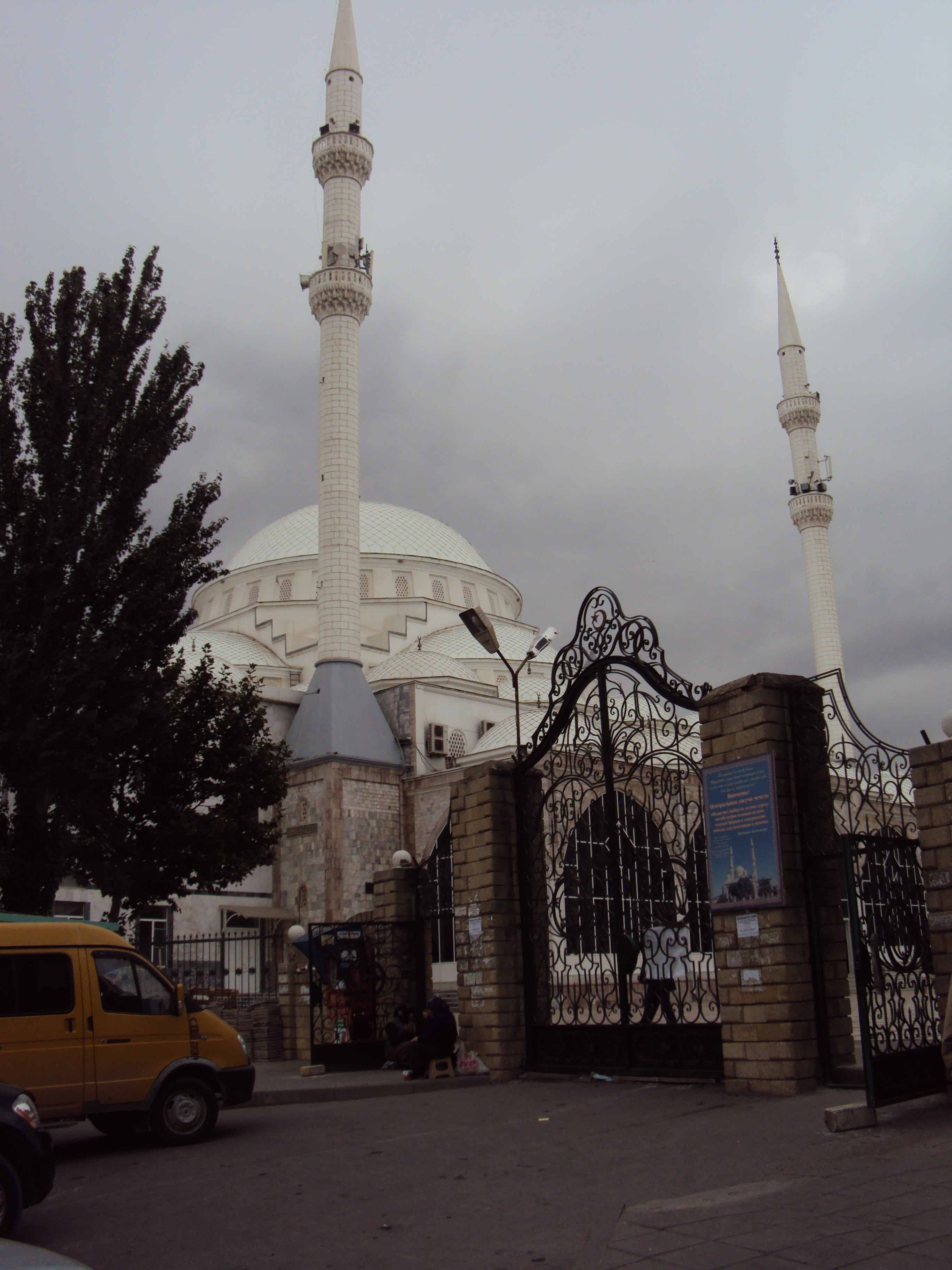